# Hadrostethus eberhardi
Hadrostethus eberhardi là một loài tò vò trong họ Ichneumonidae.